# Андерсон (гора)
Андерсон (англ. Mount Anderson) — гора у Західній Антарктиді, в хребті Сентінел що в горах Елсворт. Її висота становить 4254 м над рівнем моря.

## Географія
Гора розташована в Західній Антарктиді, за 25,2 км на північ від гори Ґарднер (4587 м), та за 26,7 км на північ від гори Тирі (4852 м), належить до хребта Сентінел (лежить в середній його частині), який є північною частиною гірської системи Елсворт, що розташовані в основі Антарктичного півострова, на Землі Елсворта, на схід від Землі Мері Берд.
Гора Андерсон являє собою гірський масив, в який також входять вершини Бентлі (4245 м) та Сісу. Крім основного хребта, який проходить через вершину із півночі — північного заходу на південь — південний схід, від гори на північний схід відходить боковий (допоміжний) хребет Пробуда (англ. Probuda Ridge, г. Пресс, 3830 м). На північно-східному схилі вершини починається і «тече» в північному — північно східному напрямку льодовик Ембрі (довжина 32 км); на південно-східному схилі гори починається невеликий льодовик Фонфон (англ. Fonfon Glacier, 4 км), «тече» у східному — північно-східному напрямку і «впадає» у льодовик Еллен (35 км).

## Відкриття і дослідження
Гора була виявлена, вперше досліджена і нанесена на карту під час наземної експедиції протягом 1957–1958 років Чарльза Бентлі на шляху із Землі Мері Берд до гір Сентінел (Елсворт) та названа на честь Вернона Андерсона (Vernon H. Anderson) члена цієї експедиції, а також гляціолога на станції Берд у 1957 році.